# Suffix
Suffix (även postfix eller ändelse) är en betydelsebärande orddel (morfem) som placeras efter rotmorfemet, (eller i sammansatta ord rotmorfemen), men som i sig själv inte kan utgöra ett självständigt ord. Termen suffix betecknar varje affix som är placerat efter rotmorfemet. Två typer av suffix finns: böjningssuffix och avledningssuffix (derivationssuffix). Exempel på avledningssuffix är -ig i sandig och -het i gråhet.

## Böjningssuffix
Ett böjningssuffix är ett morfem, som skiljer olika ordformer inom ett paradigm från varandra. Synonymer är böjningsändelser, flexionsmorfem m.m. Segmenten -en och -ar i ordformerna dagen, dagar är suffix. Men även ordet dag, sedd som ordform och icke som lexem, innehåller ett suffix, nämligen nollsuffixet, skrivet -0 eller -Ø.

## Ytterligare beskrivning av suffix
Suffix kan även staplas på suffix. Ett exempel är visades där visa- är rotmorfem -de- suffix för förfluten tid och -s reflexivsuffix. På svenska kan man sätta reflexivänden direkt på rotmorfemet visas, men det går inte i språk där tempussuffixet är obligatoriskt.  I den ryska motsvarigheten оказалась är -каз- rotmorfem, -а- och -л- formbildande suffix (-а- bildar infinitivstammen, -л- bildar stammen för preteritumformerna), -a suffix för feminint subjekt i förfluten tid och -сь reflexivsuffix. Då reflexivmorfemet alltid är ett suffix på ett suffix kallas den ibland i rysk grammatik "postfix". 
I speciella fall kan ett suffix verka bestå av mer än ett morfem. I paradigmet för det latinska verbet vocare (kalla) ingår till exempel formen vocandus (gerundivum). Man kan se morfemet -nd- som en del av verbsuffixet, som stamförlängningselement eller som "flektionellt suffix" (en hybridterm). Samma analys kan tillämpas på vissa komparativformer, till exempel lat. longioris (gen. sg. komp. av longus). I agglutinerande språk är det normalt att ett ord har komplexa suffix; i till exempel finskans taloissa (i husen) betecknar -i- pluralis och -ssa står för betydelsen "i" eller "inuti".
Vid ordbildning medföljer inte suffixet till det deriverade ordet. Det är därför oklart om en myrforskare är intresserad av myrar eller av myror.
De klassiska språkens suffix försvinner också ofta vid överföring till moderna språk, till exempel analys av gr. analysis. Behandlingen av egennamn växlar: jfr ry. Sokrat, Katull och sv. Socrates, Catullus.

## Enheter
Suffix kan även avse enheter i Internationella måttenhetssystemet (SI). Till exempel 1000 V, eller 1000 kV, där volt (V) i båda fallen utgör enhetssuffix.